# SN 1936A
SN 1936A – supernowa typu II-P odkryta 21 stycznia 1936 roku w galaktyce NGC 4273. Jej maksymalna jasność wynosiła 14,90m.